# Eudorella fallax
Eudorella fallax är en kräftdjursart som beskrevs av John Todd Zimmer 1909. Eudorella fallax ingår i släktet Eudorella och familjen Leuconidae. Inga underarter finns listade i Catalogue of Life.